# Project Syndicate
 (juillet 2019).
Project Syndicate est une organisation médiatique internationale publiant et diffusant des commentaires et des analyses sur différents sujets mondiaux.
Les articles d'opinion publiés sur le site Web de Project Syndicate, sont également distribués à un réseau de publications partenaires pour être imprimés.
En 2016, Project Syndicate disposait d'un réseau de 459 médias dans 155 pays.